# 5385 Kamenka
5385 Kamenka este un asteroid din centura principală, descoperit pe 3 octombrie 1975, de Liudmila Cernîh.